# Kunjen
Le Kunjen est un dialecte aborigène d'Australie parlé dans la péninsule du cap York, dans l’État du Queensland, par les peuples Uw Olkola et Uw Oykangand. Il est en fait composé de deux dialectes, le Uw Olkola (Olgolo) et le Uw Oykangand, très proches, et compréhensibles pour les personnes des deux peuples qui ont 97 % du vocabulaire en commun.